# Nikola Horowska
Nikola Horowska (ur. 3 stycznia 2001) – polska lekkoatletka specjalizująca się w biegach sprinterskich i skoku w dal. Halowa mistrzyni Polski w biegu na 200 metrów (2022). Mistrzyni uniwersjady w Chengdu (2023) w skoku w dal oraz w biegu na 200 metrów.
Rekordy życiowe:
- bieg na 60 metrów (hala) – 7,32 (29 stycznia 2022, Toruń),
- bieg na 100 metrów – 11,38 (1 lipca 2023, Włocławek) / 11,33w (21 maja 2022, Poznań),
- bieg na 200 metrów (stadion) – 22,98 (14 czerwca 2022, Berno) / 22,87w (22 maja 2022, Poznań),
- bieg na 200 metrów (hala) – 23,22 (6 marca 2022, Toruń),
- skok w dal (stadion) – 6,61 (29 lipca 2023, Gorzów Wielkopolski) / 6,68w (2 lipca 2023, Włocławek),
- skok w dal (hala) – 6,63 (10 lutego 2024, Spała).